# Lac des Quinze
Der Lac des Quinze ist ein Stausee am Oberlauf des Ottawa River in der Region Abitibi-Témiscamingue der kanadischen Provinz Québec.

## Lage
Der Stausee liegt 20 km östlich des Lac Témiscamingue. Seine Fläche beträgt 145 km². Der Speicherinhalt des Lac des Quinze beträgt 1308 Mio. m³. Der See wird von dem Damm Barrage des Quinze (⊙) aufgestaut. Public Works and Government Services Canada (PWGSC) betreibt den Staudamm.
6 km abstrom liegt ein weiterer Damm, die Barrage des Rapides-des-Quinze. Das zugehörige Wasserkraftwerk Centrale des Rapides-des-Quinze wurde 1923 erbaut und später im Jahr 1948 erweitert und wird von Hydro-Québec betrieben. 